# 藍旗海灘

标志

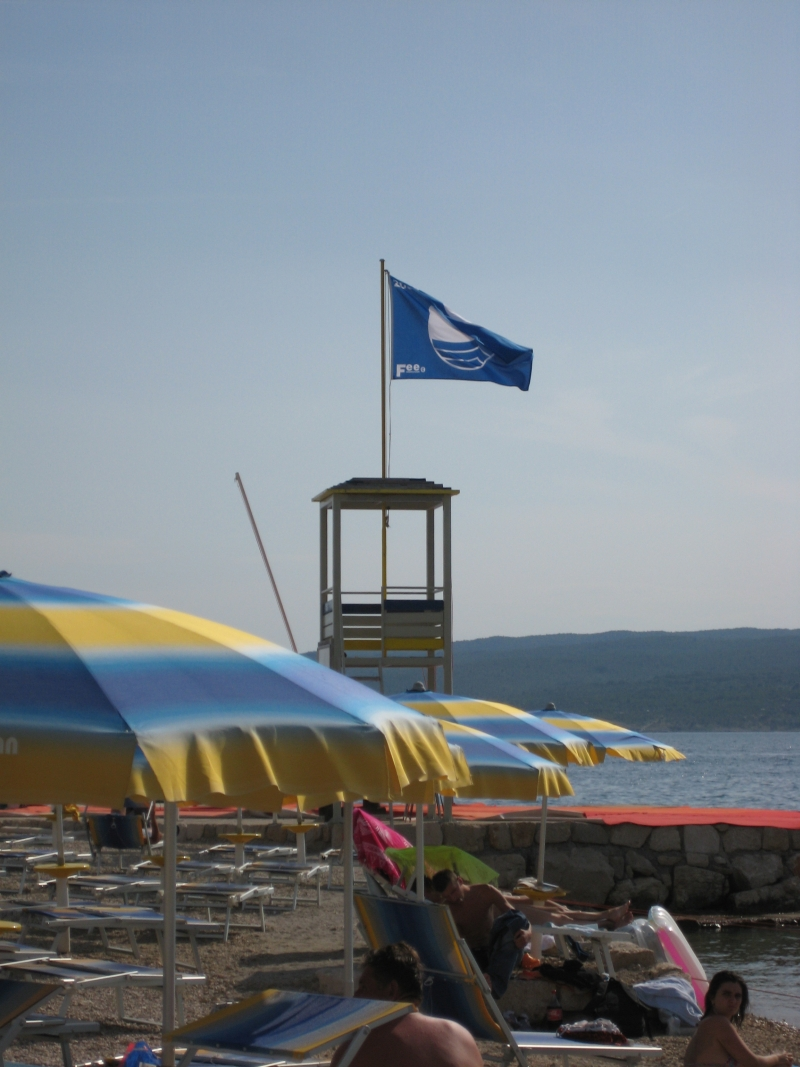
位於克羅地亞Selce海灘上的藍旗海灘旗幟

藍旗海灘是環境教育基金會認可的一種海灘或碼頭。其評選標準包括水質、環境教育信息、服務和一般的環境管理標準，藍旗海灘的各項水準都應高於一般的海灘。環境教育基金會每年6月5日都會發佈重新評選藍旗海灘名單，其分佈遍及全球。2013年共有3850個藍旗海灘，分佈於48個國家。

## 外部連結
- 官方网站